# دوري سورينام لكرة القدم 2009-10
دوري سورينام لكرة القدم 2009-10 هو الموسم 76 من دوري سورينام لكرة القدم. كان عدد الأندية المشاركة فيه 10، وفاز فيه Inter Moengotapoe ‏.